# ヨアンナ・マイダン
ヨアンナ・マイダン（Joanna Majdan　1964年7月27日- ）はポーランドの柔道選手。階級は52kg級。

## 人物
1982年の世界選手権52kg級で5位になった。1984年にウィーンで開催となった世界選手権では銅メダルを獲得した。世界学生でも3位となった。1986年のヨーロッパ選手権で3位になるが、世界選手権では5位だった。世界学生では優勝を飾った。1988年のヨーロッパ選手権と世界学生では3位だった。1990年の世界学生では3度目の3位となった。

## 主な戦績
- 1982年 - 世界選手権　5位
- 1984年 - 世界選手権　3位
- 1984年 - 世界学生　3位
- 1985年 - 福岡国際　3位
- 1986年 - ポーランド国際　優勝
- 1986年 - ヨーロッパ選手権　3位
- 1986年 - 世界選手権　5位
- 1986年 - 世界学生　優勝
- 1988年 - ドイツ国際　3位
- 1988年 - ベルギー国際　優勝
- 1988年 - ヨーロッパ選手権　3位
- 1988年 - 世界学生　3位
- 1989年 - ポーランド国際　優勝
- 1989年 - ヨーロッパ選手権　3位
- 1990年 - 世界学生　3位